# Ramphotyphlops adocetus
Ramphotyphlops adocetus es una especie de serpientes de la familia Typhlopidae.

## Distribución geográfica
Es endémica de la isla Pasa del atolón Ant, en las islas Senyavin, en la Micronesia.

## Estado de conservación
Se encuentra amenazada por la pérdida de su hábitat natural.